# I misteri di Mondsee
I misteri di Mondsee (Die Neue - Eine Frau mit Kaliber) è una serie televisiva tedesca e austriaca in 14 episodi trasmessi per la prima volta nel corso di una sola stagione in Austria nel 1998.
È una serie poliziesca incentrata sui casi della detective viennese Lisa Engel appena uscita dall'accademia di polizia che viene assegnata a Mondsee, una cittadina su un lago. L'amena località sembra nascondere diversi misteri inquietanti e Lisa dovrà affrontare il muro di omertà dei locali per riuscire a districarsi.

## Personaggi e interpreti
- Lisa Engel (14 episodi, 1998-1999), interpretato da Doris Schretzmayer.
- Rudi Aschenbrenner (14 episodi, 1998-1999), interpretato da Heinz Marecek.
- Eddie Mondsee (14 episodi, 1998-1999), interpretato da Dirk Martens.
- Alte Frau (2 episodi, 1998), interpretato da Julia Gschnitzer.
- Andreas Rojacher (2 episodi, 1998), interpretato da Dietrich Siegl.

## Produzione
La serie fu prodotta da BEO-FILM e Sat.1. Le musiche furono composte da Mick Baumeister.

### Registi
Tra i registi sono accreditati:
- Michael Zens in 4 episodi (1998)
- Detlef Rönfeldt

### Sceneggiatori
Tra gli sceneggiatori sono accreditati:
- Jörg Grünler
- Nikolaus Schmidt
- Ralph Werner

## Distribuzione
La serie fu trasmessa in Austria dal 6 agosto 1998 al
12 novembre 1998 su ORF 1 e in Germania dal 5 ottobre 1998 (pilot) al 4 gennaio 1999 sulla rete televisiva Sat.1. In Italia è stata trasmessa dal 2003 su Rete 4 con il titolo I misteri di Mondsee.

## Episodi
| Stagione       | Episodi | Prima TV Austria | Prima TV Germania | Prima TV Italia |
| -------------- | ------- | ---------------- | ----------------- | --------------- |
| Prima stagione | 14      | 1998             | 1998-1999         | 2003            |